# 대한민국의 영화 흥행 기록
다음은 영화의 흥행 순위를 알 수 있는 대한민국에서 개봉된 영화의 총 입장 관객 순위이다. 영화 흥행 기준을 영화의 총 수입을 기준으로 삼는 것과 총 관객 수를 기준으로 삼는 것이 있는데, 보통 일본과 미국은 그 기준이 총 수입이며, 대한민국은 총 관객 수를 그 기준으로 삼아 집계하고 있다.

## 흥행 순위 목록
대한민국 내에서의 영화 흥행 기록이다. 표 작성의 출처 및 기준은 대한민국 영화진흥위원회 의 영화관입장권 통합전산망(KOBIS) 집계를 그 기준으로 한다. 2011년 이전에 개봉된 영화는 한국영화연감 공식통계 자료를, 2011년 이후에 개봉된 영화는 영진위의 통합전산망 집계(발권통계) 자료를 따랐다.
이는 기타 란에 기입하였다. 해당 자료는 KOBIS 홈페이지 [영화정보검색]-[통계정보](전국 기준)에서 확인가능하다.
- 공식통계: 한국영화연감(1971~2010) 통계를 기준으로 정리한 것이며, 2011년부터는 통합전산망을 기준으로 일정한 주기(매월, 매년)로 마감처리하여 산출되는 통계정보. 통계마감 주기(월별, 년별)에 따라 공식통계 수치는 추후 변동될 수 있다.[5]
- 발권통계: 실시간으로 수집하여 집계처리되는 발권데이터를 기준으로 제공되는 통계정보. 조회시점에 따라 통계정보가 변동될 수 있다.

만약 두 통계에서도 전국 집계 자료가 없다면 기사 등을 참고해 배급사 집계를 따랐다. 감독판/확장판이 있는 영화의 경우 이를 합산한 수치를 기재하였다. 상기 자료들을 바탕으로 누적 관객 수가 700만명 이상인 영화만 골라 실었다. 배경색      으로 표시된 영화는 현재 영화관에서 상영중인 영화를 뜻한다.하지만 오겜 이 최고
| 순위 | 제목                               | 감독                 | 한국내 배급사                   | 개봉일     | 관객수     | 기타                                          |
| ---- | ---------------------------------- | -------------------- | ------------------------------- | ---------- | ---------- | --------------------------------------------- |
| 1    | 《명량》                           | 김한민               | CJ E&M                          | 2014-07-30 | 17,616,141 | 영화진흥위원회 발권통계 기준                  |
| 2    | 《극한직업》                       | 이병헌               | CJ엔터테인먼트                  | 2019-01-23 | 16,266,480 | 영화진흥위원회 발권통계 기준                  |
| 3    | 《신과함께: 죄와 벌》              | 김용화               | 롯데엔터테인먼트                | 2017-12-20 | 14,414,658 | 영화진흥위원회 발권통계 기준                  |
| 4    | 《국제시장》                       | 윤제균               | CJ E&M                          | 2014-12-17 | 14,265,222 | 영화진흥위원회 발권통계 기준                  |
| 5    | 《어벤져스: 엔드게임》             | 루소 형제            | 월트디즈니컴퍼니코리아          | 2019-04-24 | 13,977,602 | 영화진흥위원회 발권통계 기준                  |
| 6    | 《겨울왕국 2》                     | 크리스 벅 제니퍼 리  | 월트디즈니컴퍼니코리아          | 2019-11-21 | 13,768,331 | 영화진흥위원회 발권통계 기준                  |
| 7    | 《아바타》                         | 제임스 캐머런        | 이십세기폭스코리아              | 2009-12-17 | 13,624,328 | 영화진흥위원회 공식통계 기준                  |
| 8    | 《베테랑》                         | 류승완               | CJ E&M                          | 2015-08-05 | 13,414,484 | 영화진흥위원회 발권통계 기준                  |
| 9    | 《서울의 봄》                      | 김성수               | 플러스엠 엔터테인먼트           | 2023-11-22 | 13,122,895 | 영화진흥위원회 발권통계 기준                  |
| 10   | 《괴물》                           | 봉준호               | 쇼박스                          | 2006-07-27 | 13,019,740 | 영화진흥위원회 공식통계 기준                  |
| 11   | 《도둑들》                         | 최동훈               | 쇼박스                          | 2012-07-25 | 12,984,701 | 영화진흥위원회 발권통계 기준                  |
| 12   | 《7번방의 선물》                   | 이환경               | 넥스트엔터테인먼트월드          | 2013-01-23 | 12,812,186 | 영화진흥위원회 발권통계 기준                  |
| 13   | 《알라딘》                         | 가이 리치            | 월트디즈니컴퍼니코리아          | 2019-05-23 | 12,797,927 | 영화진흥위원회 발권통계 기준                  |
| 14   | 《암살》                           | 최동훈               | 쇼박스                          | 2015-07-22 | 12,707,237 | 영화진흥위원회 발권통계 기준                  |
| 15   | 《범죄도시2》                      | 이상용               | 플러스엠 엔터테인먼트           | 2022-05-18 | 12,693,415 | 영화진흥위원회 발권통계 기준                  |
| 16   | 《광해, 왕이 된 남자》             | 추창민               | CJ E&M                          | 2012-09-13 | 12,324,062 | 영화진흥위원회 발권통계 기준                  |
| 17   | 《왕의 남자》                      | 이준익               | 시네마서비스                    | 2005-12-29 | 12,302,831 | 영화진흥위원회 공식통계 기준                  |
| 18   | 《신과함께: 인과 연》              | 김용화               | 롯데엔터테인먼트                | 2018-08-01 | 12,278,010 | 영화진흥위원회 발권통계 기준                  |
| 19   | 《택시운전사》                     | 장훈                 | 쇼박스                          | 2017-08-02 | 12,189,706 | 영화진흥위원회 발권통계 기준                  |
| 20   | 《태극기 휘날리며》                | 강제규               | 쇼박스                          | 2004-02-05 | 11,746,135 | 영화진흥위원회 공식통계 기준                  |
| 21   | 《부산행》                         | 연상호               | 넥스트엔터테인먼트월드          | 2016-07-20 | 11,567,816 | 영화진흥위원회 발권통계 기준                  |
| 22   | 《해운대》                         | 윤제균               | CJ엔터테인먼트                  | 2009-07-22 | 11,453,338 | 영화진흥위원회 공식통계 기준                  |
| 23   | 《변호인》                         | 양우석               | 넥스트엔터테인먼트월드          | 2013-12-18 | 11,375,399 | 영화진흥위원회 발권통계 기준                  |
| 24   | 《어벤져스: 인피니티 워》          | 루소 형제            | 월트디즈니컴퍼니코리아          | 2018-04-25 | 11,233,176 | 영화진흥위원회 발권통계 기준                  |
| 25   | 《실미도》                         | 강우석               | 시네마서비스                    | 2003-12-24 | 11,081,000 | 영화진흥위원회 공식통계 기준                  |
| 26   | 《아바타: 물의 길》                | 제임스 캐머런        | 월트디즈니컴퍼니코리아          | 2022-12-14 | 10,805,065 | 영화진흥위원회 발권통계 기준                  |
| 27   | 《범죄도시3》                      | 이상용               | 플러스엠 엔터테인먼트           | 2023-05-31 | 10,682,813 | 영화진흥위원회 발권통계 기준                  |
| 28   | 《어벤져스: 에이지 오브 울트론》   | 조스 휘던            | 월트디즈니컴퍼니코리아          | 2015-04-23 | 10,504,487 | 영화진흥위원회 발권통계 기준                  |
| 29   | 《인터스텔라》                     | 크리스토퍼 놀런      | 워너브라더스코리아              | 2014-11-06 | 10,342,523 | 영화진흥위원회 발권통계 기준                  |
| 30   | 《겨울왕국》                       | 크리스 벅, 제니퍼 리 | 월트디즈니컴퍼니코리아          | 2014-01-16 | 10,328,157 | 영화진흥위원회 발권통계 기준                  |
| 31   | 《기생충》                         | 봉준호               | CJ엔터테인먼트                  | 2019-05-30 | 10,313,735 | 영화진흥위원회 발권통계 기준                  |
| 32   | 《보헤미안 랩소디》                | 브라이언 싱어        | 이십세기폭스코리아              | 2018-10-31 | 9,948,386  | 영화진흥위원회 발권통계 기준                  |
| 33   | 《검사외전》                       | 이일형               | 쇼박스                          | 2016-02-03 | 9,707,581  | 영화진흥위원회 발권통계 기준                  |
| 34   | 《엑시트》                         | 이상근               | CJ E&M                          | 2019-07-31 | 9,427,588  | 영화진흥위원회 발권통계 기준                  |
| 35   | 《설국열차》                       | 봉준호               | CJ E&M                          | 2013-08-01 | 9,354,547  | 영화진흥위원회 발권통계 기준                  |
| 36   | 《내부자들》                       | 우민호               | 쇼박스                          | 2015-11-19 | 9,158,490  | 영화진흥위원회 발권통계 기준, 확장판 합산     |
| 37   | 《관상》                           | 한재림               | 쇼박스                          | 2013-09-11 | 9,135,806  | 영화진흥위원회 발권통계 기준                  |
| 38   | 《아이언맨 3》                     | 셰인 블랙            | 월트디즈니컴퍼니코리아          | 2013-04-25 | 9,001,679  | 영화진흥위원회 발권통계 기준                  |
| 39   | 《국가대표》                       | 김용화               | 쇼박스                          | 2009-07-29 | 8,845,330  | 영화진흥위원회 공식통계 기준, 완결판 합산     |
| 40   | 《캡틴 아메리카: 시빌 워》         | 루소 형제            | 월트디즈니컴퍼니코리아          | 2016-04-27 | 8,678,117  | 영화진흥위원회 발권통계 기준                  |
| 41   | 《해적: 바다로 간 산적》           | 이석훈               | 롯데엔터테인먼트                | 2014-08-06 | 8,666,208  | 영화진흥위원회 발권통계 기준                  |
| 42   | 《수상한 그녀》                    | 황동혁               | CJ E&M                          | 2014-01-22 | 8,662,080  | 영화진흥위원회 발권통계 기준                  |
| 43   | 《디워》                           | 심형래               | 쇼박스                          | 2007-08-01 | 8,426,973  | 영화진흥위원회 공식통계 기준                  |
| 44   | 《과속스캔들》                     | 강형철               | 롯데엔터테인먼트                | 2008-12-03 | 8,245,523  | 영화진흥위원회 공식통계 기준                  |
| 45   | 《탑건: 매버릭》                   | 조지프 코신스키      | 롯데엔터테인먼트                | 2022-06-22 | 8,224,327  | 영화진흥위원회 발권통계 기준                  |
| 46   | 《스파이더맨: 파 프롬 홈》         | 존 와츠              | 소니 픽처스 엔터테인먼트 코리아 | 2019-07-02 | 8,023,606  | 영화진흥위원회 발권통계 기준                  |
| 47   | 《웰컴 투 동막골》                 | 박광현               | 쇼박스                          | 2005-08-04 | 8,008,622  | 영화진흥위원회 공식통계 기준                  |
| 48   | 《공조》                           | 김성훈               | CJ E&M                          | 2017-01-18 | 7,817,686  | 영화진흥위원회 발권통계 기준                  |
| 49   | 《트랜스포머 3》                   | 마이클 베이          | CJ E&M                          | 2011-06-29 | 7,785,189  | 영화진흥위원회 발권통계 기준                  |
| 50   | 《히말라야》                       | 이석훈               | CJ E&M                          | 2015-12-16 | 7,759,761  | 영화진흥위원회 발권통계 기준                  |
| 51   | 《미션 임파서블: 고스트 프로토콜》 | 브래드 버드          | CJ E&M                          | 2011-12-15 | 7,575,899  | 영화진흥위원회 공식통계 기준                  |
| 52   | 《스파이더맨: 노 웨이 홈》         | 존 와츠              | 소니 픽처스 엔터테인먼트 코리아 | 2021-12-15 | 7,551,990  | 영화진흥위원회 발권통계 기준                  |
| 53   | 《트랜스포머: 패자의 역습》        | 마이클 베이          | CJ엔터테인먼트                  | 2009-06-24 | 7,505,700  | 영화진흥위원회 공식통계 기준                  |
| 54   | 《밀정》                           | 김지운               | 워너브라더스코리아              | 2016-09-07 | 7,500,457  | 영화진흥위원회 발권통계 기준                  |
| 55   | 《최종병기 활》                    | 김한민               | 롯데엔터테인먼트                | 2011-08-10 | 7,482,298  | 영화진흥위원회 발권통계 기준, 감독확장판 합산 |
| 56   | 《써니》                           | 강형철               | CJ E&M                          | 2011-05-04 | 7,454,051  | 영화진흥위원회 발권통계 기준, 감독판 합산     |
| 57   | 《트랜스포머》                     | 마이클 베이          | CJ엔터테인먼트                  | 2007-06-28 | 7,440,531  | 영화진흥위원회 공식통계 기준                  |
| 58   | 《화려한 휴가》                    | 김지훈               | CJ E&M                          | 2007-07-25 | 7,307,993  | 영화진흥위원회 공식통계 기준                  |
| 59   | 《한산: 용의 출현》                | 김한민               | 롯데엔터테인먼트                | 2022-07-27 | 7,285,169  | 영화진흥위원회 발권통계 기준, 리덕스 합산     |
| 60   | 《스파이더맨: 홈커밍》             | 존 와츠              | 소니 픽처스 엔터테인먼트 코리아 | 2017-07-05 | 7,258,678  | 영화진흥위원회 발권통계 기준                  |
| 61   | 《엘리멘탈》                       | 피터 손              | 월트디즈니컴퍼니코리아          | 2023-06-14 | 7,237,796  | 영화진흥위원회 발권통계 기준                  |
| 62   | 《1987》                           | 장준환               | CJ E&M                          | 2017-12-27 | 7,232,527  | 영화진흥위원회 발권통계 기준                  |
| 63   | 《베를린》                         | 류승완               | CJ E&M                          | 2013-01-30 | 7,166,688  | 영화진흥위원회 발권통계 기준                  |
| 64   | 《마스터》                         | 조의석               | CJ E&M                          | 2016-12-21 | 7,150,586  | 영화진흥위원회 발권통계 기준                  |
| 65   | 《터널》                           | 김성훈               | 쇼박스                          | 2016-08-10 | 7,120,780  | 영화진흥위원회 발권통계 기준                  |
| 66   | 《어벤져스》                       | 조스 휘던            | 월트디즈니컴퍼니코리아          | 2012-04-26 | 7,087,971  | 영화진흥위원회 발권통계 기준                  |
| 67   | 《인천상륙작전》                   | 이재한               | CJ E&M                          | 2016-07-27 | 7,051,660  | 영화진흥위원회 발권통계 기준                  |

## 시대별 주요 흥행 기록
- 시대별 주요 흥행 기록이다. (최초 100만 돌파 등의 주요 흥행작 기록)
- 영화진흥위원회 의 기록 불충분시 수도권 및 동남권 관람객 수를 전제로 전국 관람객 추정치를 기록하고 수치 뒤에 "+"를 붙인다.

| 년대     | 개봉일     | 제목                             | 관객수     | 비고 |
| -------- | ---------- | -------------------------------- | ---------- | --- |
| 1960년대 | 1965-04-17 | 《007 위기일발》                 | 538,598    | [ 7 ] |
| 1970년대 | 1974-04-26 | 《별들의 고향》                  | 464,308    | [ 7 ] |
| 1970년대 | 1977-09-27 | 《겨울여자》                     | 635,693    | 제작사 집계. 흔히 인용되는 수로 585,775명이 있다.                                                                                     |
| 1970년대 | 1979-09-29 | 《취권》                         | 980,000    | 서울 안에서 898,000명, 국도극장에서만 525,613명(전국극장연합회 집계)                                                                  |
| 1980년대 | 1985-03-01 | 《깊고 푸른 밤》                 | 602,778    | ‘최초 60만 돌파’로 보도됐다., 다른 관객 수로 495,573명이 있다.                                                                        |
| 1980년대 | 1985-06-06 | 《킬링필드》                     | 1,000,000+ | 925,994명이라는 기사도 있다. |
| 1980년대 | 1986       | 《창공을 날아라》                | 1,000,000+ | 63빌딩 아이맥스영화관에서 상영한 다큐멘터리                                                                                           |
| 1980년대 | 1989       | 《나이아가라》                   | 1,000,000+ | 마를린 몬로 주연의 극영화 '나이아가라(1954)' 가 아닌, 63빌딩 아이맥스 영화관에서 상영한 다큐멘터리, 나이아가라 폭포의 장관을 공중촬영 |
| 1990년대 | 1990-06-09 | 《장군의 아들》                  | 2,000,000+ | 단성사 (서울)에서는 680,000 |
| 1990년대 | 1993-04-10 | 《서편제》                       | 2,900,000+ | 서울 기준 1,035,741, 한국 영화상 처음으로 서울 관객 100만 돌파.                                                                       |
| 1990년대 | 1997-11-19 | 《타이타닉》                     | 4,890,000  | 최초의 서울관객 200만명 영화. 재상영관 포함 520만명. 배급사 집계                                                                      |
| 1990년대 | 1999-02-13 | 《쉬리》                         | 6,210,000  | 서울 기준 2,448,399 |
| 2000년대 | 2001-03-31 | 《친구》                         | 8,180,000  | 서울 기준 2,678,846 |
| 2000년대 | 2003-12-24 | 《실미도》                       | 11,081,000 | 대한민국 개봉 영화 사상 최초 1000만 돌파.                                                                                             |
| 2000년대 | 2004-02-05 | 《태극기 휘날리며》              | 11,746,135 | [ 1 ] |
| 2000년대 | 2005-12-29 | 《왕의 남자》                    | 10,513,947 | 영화진흥위원회 공식통계 기준 |
| 2000년대 | 2006-07-27 | 《괴물》                         | 10,917,400 | 영화진흥위원회 공식통계 기준 |
| 2000년대 | 2009-07-22 | 《해운대》                       | 11,324,850 | 영화진흥위원회 공식통계 기준 |
| 2000년대 | 2009-12-17 | 《아바타》                       | 13,338,863 | 외화 사상 최초 1000만 관객 돌파 |
| 2010년대 | 2012-07-25 | 《도둑들》                       | 12,984,143 | 영화진흥위원회 발권통계 기준 |
| 2010년대 | 2012-09-13 | 《광해 왕이 된 남자》            | 12,324,002 | 영화진흥위원회 발권통계 기준 |
| 2010년대 | 2013-01-13 | 《7번방의 선물》                 | 12,811,488 | 영화진흥위원회 발권통계 기준 |
| 2010년대 | 2013-12-18 | 《변호인》                       | 11,374,892 | 영화진흥위원회 발권통계 기준 |
| 2010년대 | 2014-01-16 | 《겨울왕국》                     | 10,296,101 | 애니메이션 영화 사상 최초 1000만 관객 돌파.                                                                                           |
| 2010년대 | 2014-07-30 | 《명량》                         | 17,615,590 | 영화진흥위원회 발권통계 기준 한국영화 사상 10번째로 아바타 꺾고 역대관객수 1위차지                                                    |
| 2010년대 | 2014-11-06 | 《인터스텔라》                   | 10,309,432 | 영화진흥위원회 발권통계 기준 |
| 2010년대 | 2014-12-17 | 《국제시장》                     | 14,263,332 | 영화진흥위원회 발권통계 기준 역대관객수 4위차지                                                                                       |
| 2010년대 | 2015-04-23 | 《어벤져스: 에이지 오브 울트론》 | 10,494,840 | 슈퍼히어로 영화 사상 최초 1000만 관객 돌파.                                                                                           |
| 2010년대 | 2015-07-22 | 《암살》                         | 12,706,819 | 영화진흥위원회 발권통계 기준 |
| 2010년대 | 2015-08-05 | 《베테랑》                       | 13,414,372 | 영화진흥위원회 발권통계 기준 |
| 2010년대 | 2016-07-20 | 《부산행》                       | 11,567,455 | 영화진흥위원회 발권통계 기준 |
| 2010년대 | 2017-08-02 | 《택시운전사》                   | 12,189,436 | 영화진흥위원회 발권통계 기준 |
| 2010년대 | 2017-12-20 | 《신과함께: 죄와 벌》            | 14,411,662 | 영화진흥위원회 발권통계 기준 |
| 2010년대 | 2018-04-25 | 《어벤져스: 인피니티 워》        | 11,212,710 | 영화진흥위원회 발권통계 기준 |
| 2010년대 | 2018-08-01 | 《신과함께: 인과 연》            | 12,276,230 | 영화진흥위원회 발권통계 기준 |
| 2010년대 | 2019-01-23 | 《극한직업》                     | 16,264,984 | 영화진흥위원회 발권통계 기준 |
| 2010년대 | 2019-04-24 | 《어벤져스: 엔드게임》           | 13,934,592 | 영화진흥위원회 발권통계 기준 |
| 2010년대 | 2019-05-23 | 《알라딘》                       | 12,551,371 | 영화진흥위원회 발권통계 기준 |
| 2010년대 | 2019-05-30 | 《기생충》                       | 10,083,172 | 영화진흥위원회 발권통계 기준 |
| 2010년대 | 2019-11-21 | 《겨울왕국 2》                   | 13,747,792 | 영화진흥위원회 발권통계 기준 |

## 흥행 매출 순위
| 순위 | 작품                | 개봉 년도 | 흥행 수익 (단위: ₩) |
| ---- | ------------------- | --------- | ------------------- |
| 1위  | 기생충              | 2019년    | 156,943,947,034     |
| 2위  | 극한 직업           | 2019년    | 139,616,194,600     |
| 3위  | 명량                | 2014년    | 135,754,920,310     |
| 4위  | 신과 함께 - 죄와 벌 | 2017년    | 115,706,188,137     |
| 5위  | 국제시장            | 2014년    | 110,937,282,730     |
| 6위  | 베테랑              | 2015년    | 105,169,264,250     |
| 7위  | 신과 함께 - 인과 연 | 2018년    | 102,659,157,909     |
| 8위  | 암살                | 2015년    | 98,467,187,781      |
| 9위  | 택시운전사          | 2017년    | 95,868,830,649      |
| 10위 | 도둑들              | 2012년    | 93,667,250,500      |

## 같이 보기
- 베트남의 영화 흥행 기록
- 일본의 영화 흥행 기록
- 영화 매출 순위 목록